# Runavík
Runavík [ˈɹuːnavʊik] ist ein Ort der Färöer im Süden der Insel Eysturoy. Nach ihm ist die gleichnamige Kommune benannt, die ein regionales Ballungszentrum bildet: den über 10 Kilometer langen Siedlungsraum am Ostufer des Fjords Skálafjørður. Der Ort wurde 1916 gegründet, erhielt seinen Namen aber erst 1938.

## Politik

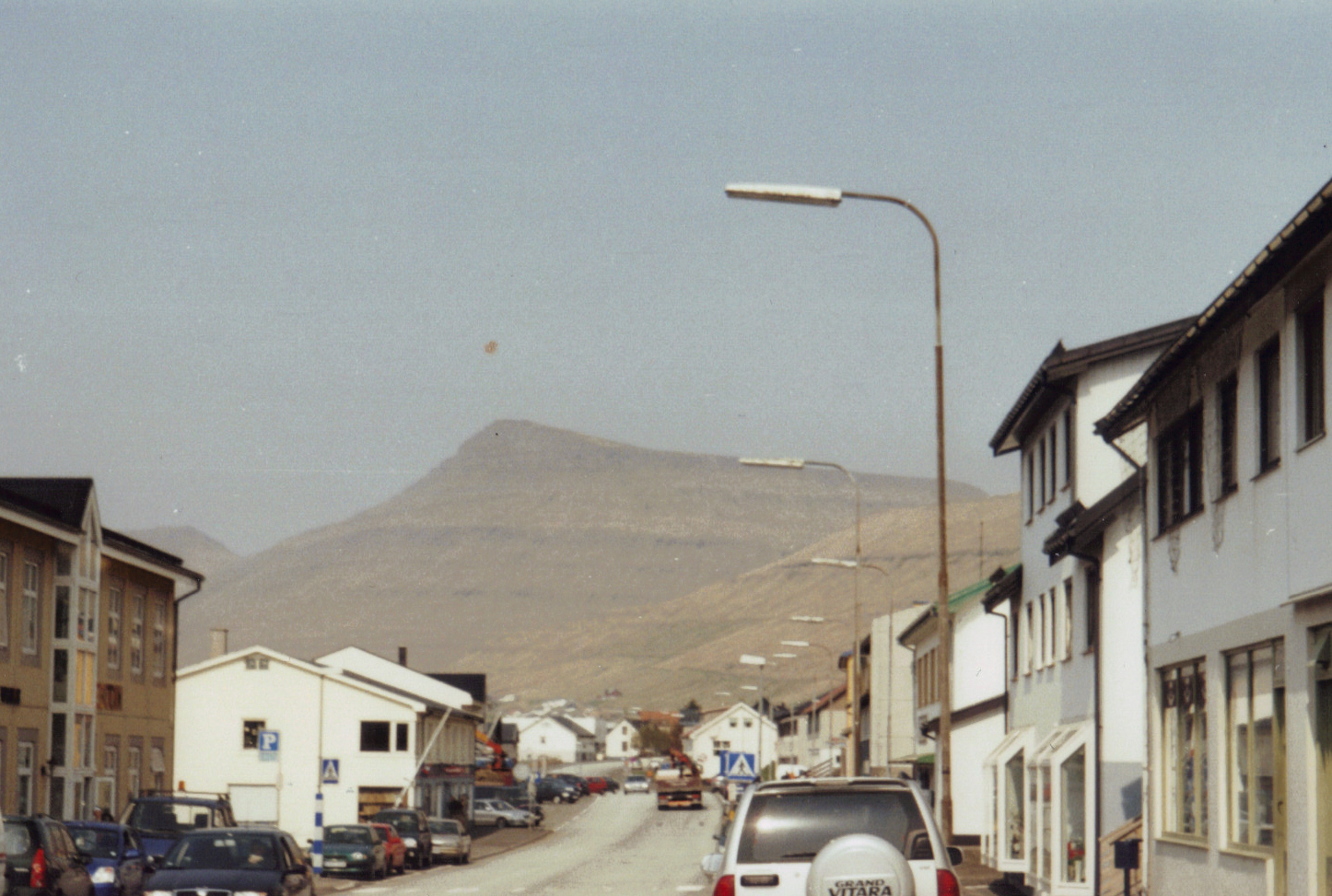
Hauptstraße Heiðavegur

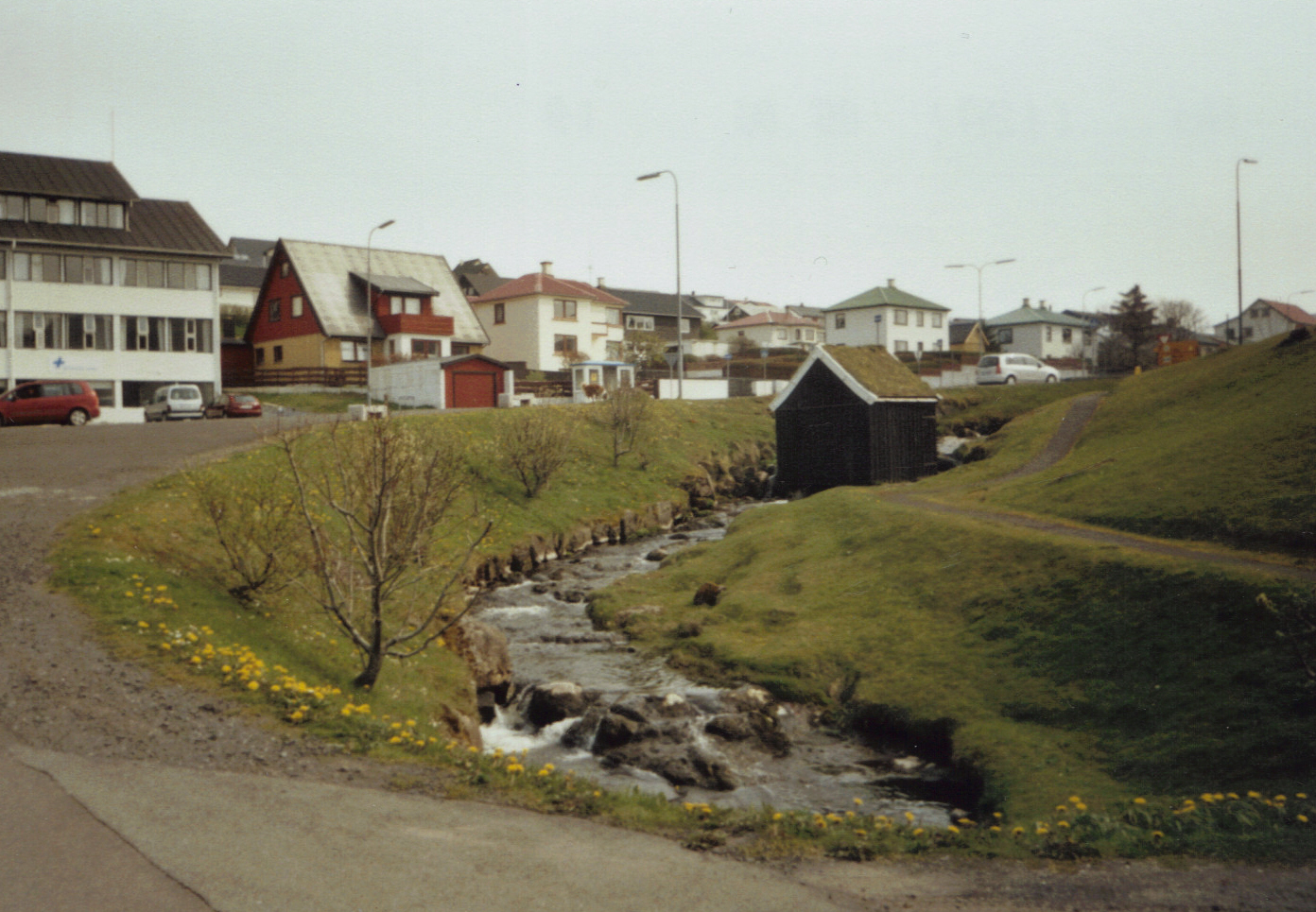
Park und ehemalige Wassermühle

Die Kommune Runavík hat 2557 Einwohner (2002) und umfasst neben dem eigentlichen Verwaltungssitz Saltangará die Orte Æðuvík, Glyvrar, Lamba, Rituvík, Skipanes, Søldarfjørður und Lambareiði. Am 1. Januar 2005 wurden folgende Kommunen mit der Runavíkar kommuna zusammengelegt: Elduvík, Skála und Oyndarfjørður. Seit 1. Januar 2009 ist Funningur, bis dahin eigenständig als Kommune Funningur, ebenfalls Teil der Kommune Runavík. Die Gemarkungszahl Markatal von Runavík lautet 57.

### Städtepartnerschaften
Runavík listet vier Partnerstädte auf:
| Stadt       | Land     |
| ----------- | -------- |
| Egilsstaðir | Island   |
| Hjørring    | Dänemark |
| Ísafjörður  | Island   |
| Uummannaq   | Grönland |

## Kultur
Im Hafen liegt die historische Schaluppe Høganæs, die von einem örtlichen Verein für die Nachwelt restauriert wurde. Hier werden gelegentlich Abende mit Volksmusik arrangiert. Sehenswert ist ebenfalls die alte Wassermühle am Bach im Ortskern, um die herum ein kleiner Park angelegt wurde.
Der örtliche Sportverein trägt den Namen NSÍ (Nes Sóknar Ídráttarfelag).

## Wirtschaft
Runavík hat einen wichtigen Fischereihafen und hochmoderne Betriebe zur Lachsverarbeitung für den Export. Daneben gibt es kleinere Fabriken und Baufirmen.
Der Ort hat eine Filiale der Eik Banki, eine Touristinformation, zwei Hotels, vier Restaurants und einen Campingplatz, der das ganze Jahr geöffnet ist. In der Hauptstraße Heiðavegur befindet sich neben zahlreichen Geschäften eine der vier Apotheken der Färöer.

## Verkehrsverbindungen
Es gibt derzeit von Montag bis Freitag morgens eine Busverbindung nach Tórshavn und nachmittags eine Verbindung von Tórshavn nach Runavík.
Am 19. Dezember 2020 wurde der 11 Kilometer lange unterseeische Eysturoyartunnilin eröffnet, der Runavík mit Strendur und dem unweit der Hauptstadt Tórshavn auf der Hauptinsel Streymoy gelegenen Hvítanes verbindet.